# 道の駅一覧
道の駅一覧（みちのえきいちらん）は、日本の道の駅全てを地方整備局ごと、さらに都道府県ごとに分け50音順に並べ、分類したものである。

## 五十音順
| あ行 | か行 | さ行 | た行 | な行 | は行 | ま行 | や-わ行 |

## 地域別
所管機関である国土交通省の地方整備局などの管轄区域ごとに分類されているため、一部で一般的な地方名と異なる。
- 道の駅一覧 北海道地方

国土交通省北海道開発局管内（北海道）
- 道の駅一覧 東北地方

国土交通省東北地方整備局管内（青森県、秋田県、岩手県、山形県、福島県、宮城県）
- 道の駅一覧 関東地方

国土交通省関東地方整備局管内（茨城県、栃木県、群馬県、埼玉県、千葉県、東京都、神奈川県、山梨県、長野県北部・中部）
- 道の駅一覧 中部地方

国土交通省中部地方整備局管内（長野県南部、岐阜県、静岡県、愛知県、三重県）
- 道の駅一覧 北陸地方

国土交通省北陸地方整備局管内（新潟県、富山県、石川県）
- 道の駅一覧 近畿地方

国土交通省近畿地方整備局管内（福井県、滋賀県、京都府、大阪府、兵庫県、奈良県、和歌山県）
- 道の駅一覧 中国地方

国土交通省中国地方整備局管内（鳥取県、島根県、岡山県、広島県、山口県）
- 道の駅一覧 四国地方

国土交通省四国地方整備局管内（徳島県、高知県、愛媛県、香川県）
- 道の駅一覧 九州地方

国土交通省九州地方整備局管内（福岡県、佐賀県、長崎県、熊本県、大分県、宮崎県、鹿児島県）
内閣府沖縄総合事務局管内（沖縄県）

## 分類別
- 温泉施設が併設されている道の駅一覧